# 大衛·布萊恩
大衛·布萊恩·懷特（英語：David Blaine White，1973年4月4日—），藝名大衛·布萊恩（David Blaine），生於美國紐約市布魯克林區，魔術師與表演者，以表演長時間忍受特殊環境而聞名，曾打破多項世界記錄。他也以近景魔術與街頭魔術著稱。

## 生平
大衛·布萊恩的父親是波多黎各移民後裔，母親是俄羅斯猶太人後裔。他生長在單親家庭，由母親派翠斯·莫琳·懷特（Patrice Maureen White）養大。
1997年，在美国广播公司（ABC）頻道，推出電視節目《街頭魔術與魔術師》（Street Magic and Magic Man），大獲好評。他創新了魔術的表演手法，在街頭直接進行表演，並以攝影機記錄下觀眾的表情。這個節目得到許多觀眾的支持，他的創意也得到專業魔術師，如潘恩·朱列鐵（Penn Jillette），等人的讚賞。

## 流行文化
美國著名成人喜劇動畫《南方四賤客》的〈超級好朋友〉劇情，把他惡搞成為一位邪教教主。

## 外部連結
- 官方网站